# Inzulinová rezistence
Inzulinová rezistence je patologický stav, během kterého některé tělesné orgány (např. játra), tuková nebo svalová tkáň nereagují adekvátním způsobem na hormon inzulin, který reguluje hladinu glukózy v krvi. Inzulínová rezistence je dávána do souvislosti s obezitou a s cukrovkou druhého typu.

## U zvířat
Tato metabolická porucha je například u ptáků běžným fyziologickým stavem. Jedná se patrně o evoluční pozůstatek po triasových dinosaurech, u kterých se inzulinová rezistence vyvinula jako adaptace na atmosféru s nižším obsahem kyslíku.